# Kazimierz Okulicz
Kazimierz Okulicz (ur. 4 marca 1890 w Karolowie, pow. poniewieski, zm. 2 lipca 1981 w Londynie) – polski dziennikarz i polityk okresu II RP, poseł na Sejm II kadencji w latach 1928–1930 i minister sprawiedliwości w rządach RP na uchodźstwie, wolnomularz. 

## Życiorys
Syn Kazimierza i Tekli z Kuszelewskich. Po ukończeniu gimnazjum w Libawie, studiował na uczelniach w Rydze, Petersburgu i Wilnie. W trakcie studiów na Politechnice Ryskiej został przyjęty do korporacji akademickiej Arkonia. W 1925 ukończył studia na wydziale prawa i nauk społecznych na Uniwersytecie Stefana Batorego. 
W 1915 brał udział w organizacji milicji obywatelskiej Wilna. W 1918 wstąpił do oddziału samoobrony wileńskiej. Od 1919 w Departamencie Litewsko-Białoruskim MSZ. W 1919 uczestniczył w organizowaniu władz administracyjnych w Wilnie. W wolnej Polsce zajął się dziennikarstwem: w latach 1922–1928 redagował „Gazetę Krajową” w Wilnie, później aż do wybuchu II wojny światowej „Kurier Wileński”. Publikował artykuły i rozprawy polityczno-ekonomiczne w „Gazecie Krajowej”, Kurierze Literackim”, „Kurierze Wileńskim”, „Kurierze Porannym”, tygodniku „Przymierze” (1920–1921), miesięcznikach „Wschód Polski”, „Messager Polonais”. Był członkiem Związku Dziennikarzy Polskich. 
Sprawował mandat posła na Sejm II kadencji z listy BBWR wybrany w okręgu Lida (1928–1930). 
Działał w licznych towarzystwach: m.in. w Polskiej Federacji Stowarzyszeń Przyjaciół Ligi Narodów, członek „Klubu Włóczęgów”. Zajmował się polityką wschodnią jako członek Instytutu Spraw Narodowościowych w Warszawie i Instytutu Naukowo-Badawczego Europy Wschodniej w Wilnie. 
Od stycznia do maja 1954 minister sprawiedliwości w rządzie RP na uchodźstwie Jerzego Hryniewskiego.

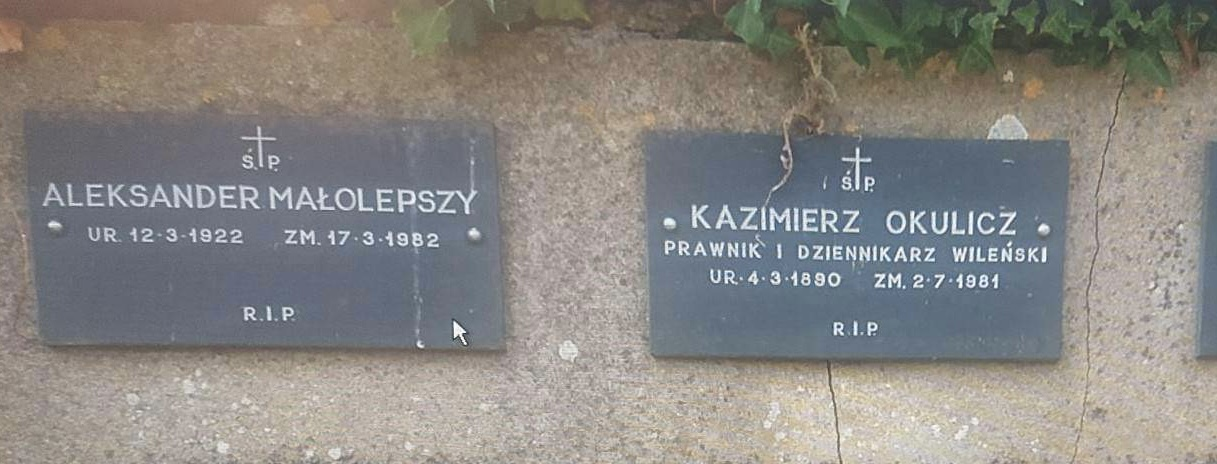
Tablica Kazimierza Okulicza na kolumbarium

Został pochowany na cmentarzu Pwllheli w Walii ( columbarium, panel 6, tablica 3).

## Ordery i odznaczenia
- Krzyż Oficerski Orderu Odrodzenia Polski (11 listopada 1934)[3]
- Krzyż Walecznych